# Jean-Abdo Arbach
Jean-Abdo Arbach BC (Jabrud, 28 de junho de 1952) - clérigo sírio melquita, arcebispo de Homs.
Foi ordenado presbitério em 24 de agosto de 1980 na congregação dos Basilianos Soyan. Ele foi, entre outros, conselheiro geral da ordem, pároco da paróquia religiosa de Córdoba e diretor do colégio basiliano de Zahla .
Em 17 de outubro de 2006, foi nomeado exarca apostólico da Argentina com sede titular em Hilta. Em 11 de novembro de 2006, foi nomeado bispo titular de Palmira. Ele foi consagrado em 3 de fevereiro de 2007 pelo Patriarca Melquita de Antioquia, Gregório III Laham, acompanhado pelo Arcebispo Melquita aposentado de Himsu Abraham Nehmé e pelo Arcebispo Melquita de Petra e Filadélfia, Georges El-Murr. 
Em 23 de junho de 2012, foi nomeado Arcebispo de Homs.